# Prix Claude-Jutra
Pour les articles homonymes, voir Prix Claude-Jutra (homonymie).
Le prix Claude-Jutra (Claude Justra Award) est une récompense cinématographique canadienne destinée à honorer le  réalisateur d'un premier long métrage de fiction. Remis chaque année depuis 1993 dans le cadre des prix Génie (Genie Awards), il l'est depuis 2013 lors de la remise des prix Écrans canadiens (Canadian Screen Awards).
Ainsi nommé en hommage au cinéaste canadien Claude Jutra (1930-1986), le prix est renommé Prix du meilleur premier long métrage en 2016 à la suite de la polémique entourant le cinéaste.  

## Palmarès
- 1993 : John Pozer pour The Grocer's Wife
- 1994 : Michel Poulette pour Louis 19, le roi des ondes
- 1995 : Robert Lepage pour Le Confessionnal
- 1996 : Peter Wellington pour Joe's So Mean to Josephine
- 1997 : Thom Fitzgerald pour The Hanging Garden
- 1998 : non attribué
- 1999 : Don McKellar pour Last Night
- 2000 : Louis Bélanger pour Post mortem
- 2001 : Philippe Falardeau pour La Moitié gauche du frigo
- 2002 : Zacharias Kunuk pour Atanarjuat
- 2003 : Keith Behrman pour Flower and Garnet
- 2004 : Sébastien Rose pour Comment ma mère accoucha de moi durant sa ménopause
- 2005 : Daniel Roby pour La Peau blanche
- 2006 : Louise Archambault pour Familia
- 2007 : Stéphane Lapointe pour La Vie secrète des gens heureux et Julia Kwan pour Eve and the Fire Horse
- 2008 : Sarah Polley pour Loin d'elle
- 2009 : Yves Christian Fournier pour Tout est parfait
- 2010 : Xavier Dolan pour J'ai tué ma mère
- 2011 : Jephté Bastien pour Sortie 67
- 2012 : Anne Émond pour Nuit #1
- 2013 : Jason Buxton pour Blackbird
- 2014 : Emanuel Hoss-Desmarais pour Whitewash
- 2015 : Jamie M. Dagg (en) pour Rider
- 2016 : Johnny Ma pour Old Stone
- 2017 : Sadaf Foroughi pour Ava (en)